# Dmîtrivka, Liubașivka
Dmîtrivka (în ucraineană Дмитрівка) a fost un sat în comuna Novoselivka din raionul Bârzula, regiunea Odesa, Ucraina, desființat în 2006.

## Demografie
Componența lingvistică a localității Dmîtrivka
     Ucraineană (50%)
     Rusă (50%)
Conform recensământului din 2001, majoritatea populației localității Dmîtrivka era vorbitoare de ucraineană (50%), existând în minoritate și vorbitori de rusă (50%).